# Siarhiej Antanowicz
Siarhiej Antanowicz (biał. Сяргей Антановіч, ur. 21 kwietnia 1986) – białoruski siatkarz, grający na pozycji przyjmującego; reprezentant Białorusi. Od sezonu 2019/2020 występuje w drużynie Stroitiel Mińsk.

## Kariera klubowa
W sezonie 2008/2009 występował w białoruskim klubie Mietałłurg-Bieła Mohylew, z którym zdobył wicemistrzostwo kraju. W 2009 roku wyjechał do Włoch, gdzie trafił do drużyny grającej w Serie A2 - Nava Gioia Del Colle. Zajął z nią 15. miejsce (ostatnie) w fazie zasadniczej. We włoskiej lidze rozegrał 28 spotkań. W sezonie 2010/2011 bronił barw Siatkarza Wieluń. Od sezonu 2011/2012 do 2016/2017 był zawodnikiem Büyükşehir Belediyesi Stambuł. W sezonie 2017/2018 występował w drużynie İnegöl Belediyesi. Po 10 latach ponownie będzie grał w białoruskiej Wyższej lidze, w drużynie Szachcior Soligorsk.

## Kariera reprezentacyjna
Siarhiej Antanowicz do reprezentacji seniorskiej powołany został na eliminacje do Mistrzostw Europy 2009 i Ligę Europejską 2008.
W 2009 roku występował z reprezentacją w eliminacjach do Mistrzostw Świata 2010 i Lidze Europejskiej 2009.
W 2010 roku trener Wiktor Sidelnikow powołał go na eliminacje do Mistrzostw Europy 2011.

## Sukcesy klubowe
Puchar Białorusi:
- 2005, 2006, 2018

Mistrzostwo Białorusi:
- 2006, 2007, 2019
- 2008, 2009, 2020, 2021

Mistrzostwo Turcji:
- 2016
- 2014

Superpuchar Białorusi:
- 2018